# Richard Rathbun
Richard Rathbun, född den 25 januari 1852 i Buffalo, död den 16 juli 1918, var en amerikansk zoolog.
Rathbun verkade vid flera av sitt hemlands zoologiska institutioner och deltog i handläggningen av viktiga frågor rörande fiskerinäringen. Åren 1875-78 var han anställd vid geologiska undersökningen av Brasilien, var föreståndare för samlingarna av ryggradslösa havsdjur i nationalmuseet i Washington, D.C. och sedan 1897 biträdande sekreterare vid Smithsonian Institution där. Rathbun författade ett stort antal uppsatser.